# بوروگون، استرالیای غربی
بوروگون (به انگلیسی: Booragoon) یک منطقهٔ مسکونی در استرالیا است که در استرالیای غربی واقع شده‌است. این مکان در شهر پرت و ملویل است. بوروگون یک نام بومی است که پایین‌تر از رودخانه کنینگ قرار دارد. این محل واقع در مرکز خرید شهر و دفاتر شورای شهر ملویل واقع شده‌است. حمل و نقل مسافران از ایستگاه اتوبوس بوروگون صورت می‌گیرد.